# آدولف ساموئل
آدولف ساموئل (انگلیسی: Adolphe Samuel; ۱۱ ژوئیهٔ ۱۸۲۴ – ۱۱ سپتامبر ۱۸۹۸) آهنگساز، رهبر (موسیقی)، مربی موسیقی، و استاد دانشگاه اهل بلژیک بود.

## زندگی
ساموئل در ۱۸۲۴ در لیژ زاده شد.